# Premio al mejor Baloncestista Masculino del Año de la Big West Conference
El Premio al mejor Baloncestista Masculino del Año de la Big West Conference (en inglés, Big West Conference Conference Men's Basketball Player of the Year) es un galardón que otorga la Big West Conference al jugador de baloncesto masculino más destacado del año. El premio fue entregado por primera vez en la temporada 1969-70. La conferencia fue creada en 1969 y fue conocida como Pacific Coast Athletic Association hasta 1988. Ningún jugador ha ganado el premio en tres ocasiones, pero ha habido seis jugadores que lo han logrado en dos ocasiones. Larry Johnson de UNLV fue nombrado también mejor jugador nacional en 1990–91, la misma temporada en que logró su segundo premio consecutivo de mejor jugador de la Big West.
Long Beach State es la universidad con más ganadores con 13, seguido de UNLV con 10. Ha habido tres años con doble ganador a lo largo de la historia del galardón, el más reciente en la campaña 2007–08. Entre los miembros actuales de la BWC, cuatro universidades no cuentan con vencedores: UC Riverside, Cal Poly, San Luis Obispo y los dos miembros más nuevos de la conferencia, Cal State Bakersfield y UC San Diego. Estas dos escuelas jugaron sus primeras temporadas de la BWC en 2020-21.

## Ganadores

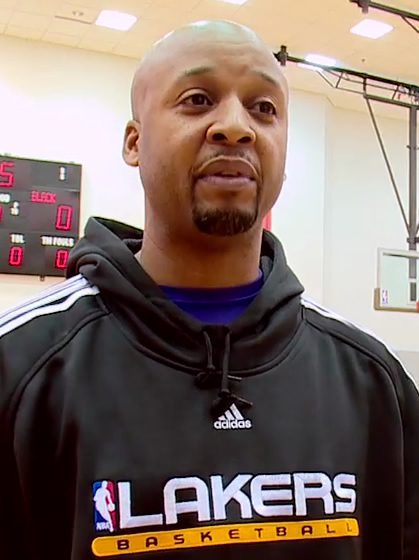
Brian Shaw ganó el premio en la temporada 1987–88 con UC Santa Bárbara.

| †           | Co-Jugadores del Año                                                                                                |
| *           | Ganador del premio al mejor universitario del año: el Naismith College Player of the Year o el John R. Wooden Award |
| Jugador (X) | Denota el número de veces que ha conseguido el galardón                                                             |

| Temporada | Jugador              | Universidad          | Posición          | Curso     |
| --------- | -------------------- | -------------------- | ----------------- | --------- |
| 1969–70   | George Trapp         | Long Beach State     | Alero / Pívot     | Junior    |
| 1970–71   | George Trapp (2)     | Long Beach State     | Alero / Pívot     | Senior    |
| 1971–72   | Ed Ratleff           | Long Beach State     | Escolta / Alero   | Junior    |
| 1972–73   | Ed Ratleff (2)       | Long Beach State     | Escolta / Alero   | Senior    |
| 1973–74   | Leonard Gray         | Long Beach State     | Alero             | Senior    |
| 1974–75   | Bob Gross            | Long Beach State     | Alero             | Senior    |
| 1975–76†  | Steve Copp           | San Diego State      | Alero             | Senior    |
| 1975–76†  | Greg Bunch           | Cal State Fullerton  | Alero             | Sophomore |
| 1976–77   | Lloyd McMillian      | Long Beach State     | Alero             | Senior    |
| 1977–78   | Joel Kramer          | San Diego State      | Alero             | Senior    |
| 1978–79   | Ron Cornelius        | Pacific              |                   | Sophomore |
| 1979–80   | Dean Hunger          | Utah State           | Alero             | Senior    |
| 1980–81   | Kevin Magee          | UC Irvine            | Ala-Pívot         | Junior    |
| 1981–82   | Kevin Magee (2)      | UC Irvine            | Ala-Pívot         | Senior    |
| 1982–83   | Sidney Green         | UNLV                 | Pívot / Ala-Pívot | Senior    |
| 1983–84   | Richie Adams         | UNLV                 | Alero             | Junior    |
| 1984–85   | Richie Adams (2)     | UNLV                 | Alero             | Senior    |
| 1985–86†  | Greg Grant           | Utah State           | Alero             | Senior    |
| 1985–86†  | Anthony Jones        | UNLV                 | Escolta           | Senior    |
| 1986–87   | Armen Gilliam        | UNLV                 | Ala-Pívot         | Senior    |
| 1987–88   | Brian Shaw           | UC Santa Bárbara     | Base              | Senior    |
| 1988–89   | Stacey Augmon        | UNLV                 | Escolta / Alero   | Sophomore |
| 1989–90   | Larry Johnson        | UNLV                 | Ala-Pívot         | Junior    |
| 1990–91   | Larry Johnson* (2)   | UNLV                 | Ala-Pívot         | Senior    |
| 1991–92   | Lucius Davis         | UC Santa Bárbara     |                   | Senior    |
| 1992–93   | J. R. Rider          | UNLV                 | Escolta           | Senior    |
| 1993–94   | Kebu Stewart         | UNLV                 | Alero             | Freshman  |
| 1994–95   | Eric Franson         | Utah State           | Pívot             | Junior    |
| 1995–96   | Raimonds Miglinieks  | UC Irvine            | Base              | Senior    |
| 1996–97   | Faron Hand           | Nevada               | Alero             | Junior    |
| 1997–98   | Michael Olowokandi   | Pacific              | Pívot             | Senior    |
| 1998–99   | Roberto Bergersen    | Boise State          | Escolta           | Senior    |
| 1999–00   | Mate Milisa          | Long Beach State     | Pívot             | Junior    |
| 2000–01   | Jerry Green          | UC Irvine            | Escolta / Base    | Junior    |
| 2001–02   | Jerry Green (2)      | UC Irvine            | Escolta / Base    | Senior    |
| 2002–03   | Branduinn Fullove    | UC Santa Bárbara     | Escolta / Base    | Junior    |
| 2003–04   | Miah Davis           | Pacific              | Base              | Senior    |
| 2004–05   | David Doubley        | Pacific              | Base              | Senior    |
| 2005–06   | Christian Maråker    | Pacific              | Ala-Pívot         | Senior    |
| 2006–07   | Aaron Nixon          | Long Beach State     | Escolta           | Senior    |
| 2007–08†  | Scott Cutley         | Cal State Fullerton  | Ala-Pívot         | Senior    |
| 2007–08†  | Alex Harris          | UC Santa Bárbara     | Escolta           | Senior    |
| 2008–09   | Josh Akognon         | Cal State Fullerton  | Base              | Senior    |
| 2009–10   | Orlando Johnson      | UC Santa Bárbara     | Alero             | Sophomore |
| 2010–11   | Casper Ware          | Long Beach State     | Base              | Junior    |
| 2011–12   | Casper Ware (2)      | Long Beach State     | Base              | Senior    |
| 2012–13   | James Ennis          | Long Beach State     | Alero             | Senior    |
| 2013–14   | Alan Williams        | UC Santa Bárbara     | Pívot             | Junior    |
| 2014–15   | Corey Hawkins        | UC Davis             | Base              | Senior    |
| 2015–16   | Stefan Janković      | Hawaiʻi              | Alero             | Junior    |
| 2016–17   | Luke Nelson          | UC Irvine            | Escolta           | Senior    |
| 2017–18   | T. J. Shorts         | UC Davis             | Base              | Junior    |
| 2018–19   | Lamine Diane         | Cal State Northridge | Ala-Pívot         | Freshman  |
| 2019–20   | Lamine Diane (2)     | Cal State Northridge | Ala-Pívot         | Sophomore |
| 2020–21   | JaQuori McLaughlin   | UC Santa Barbara     | Base              | Senior    |
| 2021–22   | Colin Slater         | Long Beach State     | Escolta           | Senior    |
| 2022–23   | Ajay Mitchell        | UC Santa Barbara     | Base / Escolta    | Sophomore |
| 2023–24   | Elijah Pepper        | UC Davis             | Base              | Graduado  |
| 2024–25   | Aniwaniwa Tait-Jones | UC San Diego         | Alero / Escolta   | Senior    |

## Ganadores por universidad
| Universidad (en Big West desde)  | Premios | Años                                                                         |
| -------------------------------- | ------- | ---------------------------------------------------------------------------- |
| Long Beach State (1969)          | 13      | 1970, 1971, 1972, 1973, 1974, 1975, 1977, 2000, 2007, 2011, 2012, 2013, 2022 |
| UNLV (1982)                      | 10      | 1983, 1984, 1985, 1986†, 1987, 1989, 1990, 1991, 1993, 1994                  |
| UC Santa Bárbara (1969)          | 8       | 1988, 1992, 2003, 2008†, 2010, 2014, 2021, 2023                              |
| UC Irvine (1977)                 | 6       | 1981, 1982, 1996, 2001, 2002, 2017                                           |
| Pacific (1971)                   | 5       | 1979, 1998, 2004, 2005, 2006                                                 |
| Cal State Fullerton (1974)       | 3       | 1976, 2008†, 2009†                                                           |
| Utah State (1978)                | 3       | 1980, 1986†, 1995                                                            |
| UC Davis (2007)                  | 3       | 2015, 2018, 2024                                                             |
| San Diego State (1969)           | 2       | 1976†, 1978                                                                  |
| Cal State Northridge (2001)      | 2       | 2019, 2020                                                                   |
| Boise State (1996)               | 1       | 1999                                                                         |
| Nevada (1992)                    | 1       | 1997                                                                         |
| Hawái (2012)                     | 1       | 2016                                                                         |
| UC San Diego (2020)              | 1       | 2025                                                                         |
| Cal Poly, San Luis Obispo (1996) | 0       | —                                                                            |
| UC Riverside (2001)              | 0       | —                                                                            |
| Cal State Bakersfield (2020)     | 0       | —                                                                            |